# Slané jezero

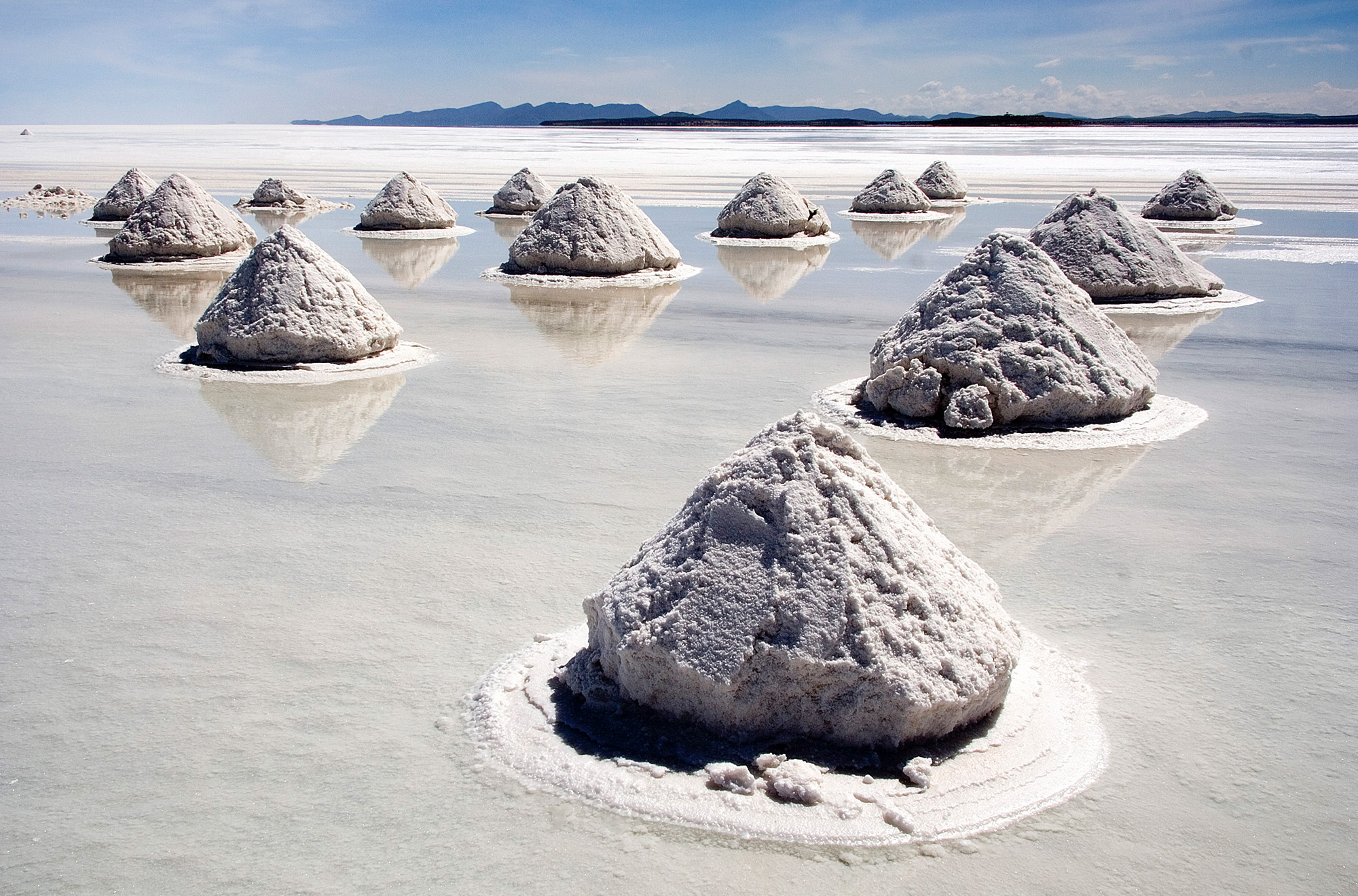
Hromady soli na solné planině Salar de Uyuni v Bolívii

Slané jezero je druh jezera, v jehož vodě je rozpuštěné významné množství minerálních látek. Jako minimální hranice se udává 20 g/l tj. 20‰. Jedná se o chlorid sodný, síran hořečnatý, draselné a jiné soli. Jezera s menším obsahem minerálních látek se označují jako brakická. Tato jezera se obvykle vyskytují v suchých a horkých oblastech, poněvadž velký obsah soli je většinou důsledkem velkého vypařování v porovnání s odtokem.
Na jižní Moravě se nacházela do 19. stol. dvě slaná jezera, Kobylské a Čejčské.

## Příklady
- Evropa – Elton, Baskunčak
- Asie – Kaspické moře, Urmijské jezero, Kukunor, Uvs núr, Mrtvé moře
- Afrika – Turkana
- Severní Amerika – Velké Solné jezero, Enriquillo
- Jižní Amerika – Poopó, Mar Chiquita
- Austrálie – Eyreovo jezero